# Élections générales britanniques de 1892
Les élections générales britanniques de 1892 se sont déroulées du 4 juillet au 26 juillet 1892. Ces élections sont remportées par le Parti conservateur de Lord Salisbury, mais les conservateurs n’obtiennent pas la majorité absolue. Les libéraux forment une coalition.

## Résultats
| Parti | Parti                                                         | Candidats | Candidats    | Candidats | Candidats | Votes     | Votes | Votes |
| Parti | Parti                                                         | Présentés | Élus         | +/-       | %         | Nombre    | %     | +/-   |
| ----- | ------------------------------------------------------------- | --------- | ------------ | --------- | --------- | --------- | ----- | ----- |
|       | Parti conservateur et Parti libéral unioniste                 | 606       | 313 (268+45) | -80       | 46,71     | 2 159 150 | 47    | -4,1  |
|       | Parti libéral                                                 | 535       | 272          | +80       | 40,59     | 2 088 019 | 45,4  | +3.6  |
|       | Parti parlementaire irlandais                                 | 129       | 81           | -4        | 12,08     | 309 329   | 7     | -3.7  |
|       | Travailliste indépendant                                      | 9         | 3            | +3        | 0.44      | 22 198    | 0,5   | N/A   |
|       | Conservateurs indépendants                                    | 4         | 0            | 0         | 0         | 7 211     | 0,1   | N/A   |
|       | Libéraux indépendants                                         | 6         | 1            | +1        | 0         | 3 572     | 0,1   | N/A   |
|       | Union écossaise des Conseils de métiers du Parti travailliste | 4         | 0            | 0         | 0         | 2 313     | 0     | N/A   |
|       | Nationalistes indépendants                                    | 2         | 0            | 0         | 0         | 2 180     | 0     | N/A   |
|       | Parti travailliste écossais                                   | 3         | 0            | 0         | 0         | 2 043     | 0     | N/A   |
|       | Social Democratic Federation                                  | 2         | 0            | 0         | 0         | 659       | 0     | N/A   |
|       | Libéral unioniste indépendant                                 | 2         | 0            | 0         | /         | 2 677     | 0,1   | N/A   |
|       | Indépendants                                                  | 3         | 0            | 0         | 0         | 139       | 0,0   | N/A   |
| Total | Total                                                         | 1 305     | 670          | =         | 100       | 4 598 319 | 100   | =     |